# 4-aminoszalicilsav
A 4-aminoszalicilsav, más néven para- aminoszalicilsav ( PAS ), és többek között Paser márkanéven forgalmazzák, egy antibiotikum, amelyet elsősorban a tuberkulózis kezelésére használnak. Konkréta, gyógyszerrezisztens tuberkulózis kezelésére használják más tuberkulózis elleni gyógyszerekkel együtt. Szulfaszalazin második vonalbeli szerként is alkalmazták gyulladásos bélbetegségben, például fekélyes vastagbélgyulladásban és Crohn-betegségben szenvedőknél. Általában szájon át adják be.
Gyakori mellékhatások közé tartozik a hányinger, a hasi fájdalom és a hasmenés. Egyéb mellékhatások lehetnek a májgyulladás és az allergiás reakciók . Végstádiumú vesebetegségben szenvedőknek nem ajánlott. Bár úgy tűnik, hogy a terhesség alatti alkalmazás nem káros, de ezt az ügyet még nem vizsgálták meg alaposan. A 4-aminoszalicilsavról úgy tartják, hogy gátolja a baktériumok folsavtermelő képességét.
A 4-aminoszalicilsavat először 1902-ben állították elő, és 1943-ban kezdték el orvosi alkalmazásban használni. Szerepel az Egészségügyi Világszervezet alapvető gyógyszerek listáján .